# Artur Małek
Artur Małek (ur. 9 maja 1979 w Tychach) – polski taternik, alpinista i himalaista. Organizator i uczestnik kilkudziesięciu wypraw m.in. w Alpy, Andy, Himalaje oraz góry Afryki. Jest absolwentem fizjoterapii Śląskiego Uniwersytetu Medycznego. 
Członek Klubu Wysokogórskiego w Katowicach. Członek polskiej kadry narodowej we wspinaczce wysokogórskiej. Uczestnik programu Polski Himalaizm Zimowy. Pierwszy z zimowych zdobywców Broad Peak (5 marca 2013). W 2014 roku brał udział w letniej wyprawie na K2 (wycofuje się 150m przed szczytem). Zimą 2017/2018 był uczestnikiem narodowej, zimowej wyprawy na K2.
W 2022 roku w filmie Broad Peak w rolę Małka wcielił się Maciej Kulig.

## Osiągnięcia
5 marca 2013 roku Artur Małek, Adam Bielecki, Maciej Berbeka oraz Tomasz Kowalski dokonali pierwszego zimowego wejścia na Broad Peak (8047 m n.p.m.). Była to wyprawa PZA w ramach programu Polski Himalaizm Zimowy 2010–2015 pod kierownictwem Krzysztofa Wielickiego. W trakcie zejścia zginęli Tomasz Kowalski i Maciej Berbeka.

### Przejścia zimą Tatry
- „Starek-Uchmański” VII/VII+, Czołówka MSW (partner: Mariusz Lange),
- „Uskok Laborantów” VIII-, Kocioł Kazalnicy (partner: Artur Szachniewicz),
- „Długosz-Popko” VI+, Kocioł Kazalnicy (partner: Artur Szachniewicz),
- „Cień Wielkiej Góry” VI-, Kocioł Kazalnicy (parter: Artur Szachniewicz),
- „Parada jedynek” VI+, Kocioł Kazalnicy (partnerzy: Artur Szachniewicz i Mateusz Grobel),
- „Orzeł z Epiru” VI/VI+, Kocioł Kazalnicy (partner: Mariusz Lange),
- „Lewy Filar” VI, Skrajna Jaworowa Turnia (partnerzy: Bopp Neruda i Artur Szachniewicz).

### Przejścia zimą Alpy
- „Rübezahl” IV WI 6/6+, 215m, Kandersteg (partnerzy: Bopp Neruda i Mariusz Lange),
- „Blue Magic” IV WI 5+, 180m, Kandersteg (partnerzy: Bopp Neruda i Mariusz Lange),
- „Arbonium” WI 5-, 260m, Kandersteg (partnerzy: Bopp Neruda i Mariusz Lange),
- „Szczeniaczki” WI 5-, 110m, Kandersteg (partnerzy: Bopp Neruda i Mariusz Lange).

### Przejścia –drytooling
- „Między 5-Nizzą a Soplem” M10-, Jaskinia Lodowa (Góry Choczańskie)[5],
- „Moherowy Ninja” D8, Jaskinia Jasna (Strzegowa),
- „Gemini” D9, Jaskinia Jasna (Strzegowa),
- „Gotica” D8, Jaskinia Jasna (Strzegowa),
- „Przez Żabę na wprost” D8, Jaskinia Jasna (Strzegowa),
- „Demone Libe” D8+, Jaskinia Jasna (Strzegowa),
- „Masters of spinjitzu”, D8-, Dolina Wrzosy,
- „Zwierzoczłekoupiór” D8+, Jaskinia Jasna (Strzegowa),
- „Lukrowe Oko Demona” D7, Jaskinia Jasna (Strzegowa).

Przejścia – inne
- „Losar” 700 m, WI5, Nepal (partnerzy: Marek Chmielarski i Mariusz Lange)[6].

### Nagrody i wyróżnienia
- Nagroda specjalna za najbardziej widoczny rozwój w klasycznej wspinaczce zimowej w historii zawodów Memoriału Bartka Olszańskiego (rok 2011)[7].

- W 2018 roku został oznaczony odznaką honorową za zasługi dla województwa śląskiego[8].